# Ипак се креће
Eppur si muove итал. (изговор: епур си муове). Ипак се креће.

## Поријекло изреке
Ова изрека се приписује великом научнику Галилеју. Изрекао је под пријетњом спаљивања на ломачи, када је захтијевано да се одрекне Коперникове тезе о кретању Земље око Сунца.

## Значење
Говори да је истина најстарија и да нема цијену.